# Double Helix Games
Double Helix Games – amerykańska firma produkująca gry komputerowe z siedzibą w Irvine w stanie Kalifornia. Powstała w 2007 roku z połączenia przynależących do Foundation 9 Entertainment studiów The Collective i Shiny Entertainment. W lutym 2014 roku firma została zakupiona przez Amazon.com. Double Helix Games jest odpowiedzialne m.in. za grę Silent Hill: Homecoming, będącą szóstą (licząc wraz z Origins) oficjalną odsłoną serii Silent Hill.

## Lista wyprodukowanych gier
| Tytuł                                 | Platforma                                                                      | Data wydania |
| ------------------------------------- | ------------------------------------------------------------------------------ | ------------ |
| Silent Hill: Homecoming               | PlayStation 3, Windows, Xbox 360                                               | 2008         |
| G.I. Joe: The Rise of Cobra           | Nintendo DS, PlayStation 2, PlayStation 3, PlayStation Portable, Wii, Xbox 360 | 2009         |
| Front Mission Evolved                 | PlayStation 3, Windows, Xbox 360                                               | 2010         |
| MX vs. ATV Reflex                     | Windows                                                                        | 2010         |
| Green Lantern: Rise of the Manhunters | PlayStation 3, Wii, Xbox 360                                                   | 2011         |
| Battleship                            | PlayStation 3, Xbox 360                                                        | 2012         |
| Killer Instinct                       | Xbox One                                                                       | 2013         |
| Strider (gra komputerowa 2014)        | PlayStation 3, Windows, Xbox 360, PlayStation 4, Xbox One                      | 2014         |
| Harker                                | PlayStation 3, Wii, Xbox 360                                                   | anulowana    |